# Egino de Thuringia
Egino (d. 3 august 908), membru al dinastiei Babenberg, a fost conte în Franconia răsăriteană și duce de Thuringia în ultima parte a secolului al IX-lea.
Egino era fratele mai tânăr al lui Henric de Franconia și al lui ducelui Poppo de Thuringia. Cei trei frați ar fi fost fiii sau nepoții lui Poppo de Grapfeld.
Egino s-a aflat în conflict cu fratele său Poppo în Thuringia în anii 882 și 883, motivele rămânând necunoscute. În 882, Egino i-a incitat pe saxoni să pornească luptaîmpotriva lui Poppo și a thuringienilor, pe care i-a înfrânt. În 883, el este menționat ca fiind co-duce al thuringienilor, poziție din care i-a administrat fratelui său o drastică înfrângere, forțându-l să se retragă cu mic număr de supraviețuitori.
Deși un necrolog de la Fulda consemnează moartea lui în 886, el figurează în hrisoavele din 887 și 888 ca fiind în viață. Egino a fost ucis, alături de ducele Burchard de Thuringia și de arhiepiscopul Rudolf I de Würzburg, în confruntarea cu maghiarii.